# ふじさわ江の島花火大会
ふじさわ江の島花火大会（ふじさわえのしまはなびたいかい）は、神奈川県藤沢市で開催される花火大会。

## 沿革・概要
目玉の2尺玉は湘南エリアで唯一。直径が約480mになる。 打上数は3,000発。大正時代に始まったと伝えられる。
- 2004年（平成16年）8月3日 - この年から7月開催から8月開催に変更[3][注釈 1]。
- 2010年（平成22年）- 警備体制確立が困難なため、8月の大会規模を縮小、本大会は11月に延期された[3]。
  - 8月3日 - 「江の島納涼花火」開催。1200発[4]。
  - 11月27日 -「藤沢市制施行70周年記念 藤沢市花火大会」開催。3000発[5]。
- 2011年 4月 - 東日本大震災により開催自粛決定[6][注釈 2]。
- 2012年 - 本年以降、「江の島納涼花火」・「ふじさわ江の島花火大会」に分かれた年2回体制が定着する。
  - 8月21日 - 「江の島納涼花火」開催[7]。
  - 10月13日 - 「ふじさわ江の島花火大会」開催。3000発[8]。当年のトピックスに合わせた特別スターマインが打ち上げられた[注釈 3]。

- 2017年（平成29年）の大会 台風21号により中止[9]
- 2019年（令和元年）の大会 開催中止[10]

## 開催日・場所
- 開催日：毎年 10月中旬の土曜日（荒天の場合、翌日曜日）
- 時間：18:00 - 18:45
- 打上場所：藤沢市片瀬海岸西浜[1]

## 主催
- 公益社団法人 藤沢市観光協会

## アクセス
- 小田急江ノ島線・片瀬江ノ島駅
- 江ノ島電鉄線・江ノ島駅
- 湘南モノレール・湘南江の島駅

## 周辺
- 新江ノ島水族館
- 江の島
- 江の島展望灯台
- 江島神社
- 湘南海岸公園
- 西浜公園